# Summer of '69
Summer of '69 est un des plus grands succès du chanteur canadien Bryan Adams. Écrit par Adams et Jim Vallance, la chanson est sortie sur son album Reckless en 1985.  
Elle a été reprise de nombreuses fois, et notamment par les groupes punk MxPx et Bowling for Soup.

## Certification
| Pays        | Association  | Certification       | Ventes/Équivalence |
| ----------- | ------------ | ------------------- | ------------------ |
| Allemagne   | BVMI         | or                  | 200 000            |
| Australie   | ARIA         | 8x platine          | 560 000            |
| Danemark    | IFPI Danmark | 2x platine (single) | 180 000            |
| Danemark    | IFPI Danmark | or (streaming)      | 900 000            |
| Italie      | FIMI         | or                  | 25 000             |
| Royaume-Uni | BPI          | 3x platine          | 1 800 000          |